# Кръстоносен поход
Кръстоносните походи са мащабни военни и религиозно-доктринални кампании през Средновековието, инициирани, подкрепяни и понякога ръководени от Римокатолическата църква. Те са значително политическо, социално, културно и религиозно явление, променило чувствително хода на световната история. Между 1095 г., когато започват, и 1291 г., когато латинските християни са прогонени от кръстоносните държави в Леванта, са извършени многобройни експедиции към Светите земи с цел тяхното отвоюване и защита. Кръстоносните походи продължават и след това, когато Югоизточна Европа трябва да бъде защитена от нашествията на османските турци. През XVI век с настъпването на протестантската Реформация и ограничаването на папската власт кръстоносните походи спират.
Участниците в походите се наричат кръстоносци – включили се в непосредствено провеждащи се или бъдещи кръстоносни походи поклонници: рицари, монаси, хора от простолюдието. Те воюват предимно срещу мюсюлмани – сарацини, маври, селджукски и османски турци, но има походи и срещу езически народи от Прибалтика. Важно място в църковната дейност заема борбата с еретиците, като най-известен поход от този род са Албигойските войни между 1209 и 1229 г.; те биват наричани и Албигойски кръстоносен поход.
За кръстоносни походи могат да се приемат и войните от испанско-португалската Реконкиста, а Рене Грусе нарича кръстоносен поход и византийско-селджукските сражения при царуването на Никифор II Фока и Йоан Цимисхи.
Точният брой на кръстоносните походи не може да бъде известен. Освен деветте, традиционно приемани като „големи“, са били проведени и множество по-малки по мащаб военни експедиции. Насочени най-често срещу идеологически врагове – мюсюлмани и християнски еретици, нерядко техен обект са и лични врагове на папата и монарсите.

## Исторически контекст

### Западна Европа и църквата
В края на IX век бившата империя на Каролингите е разделена според Вердюнския договор на Западнофранкско и Източнофранкско кралство, като суверените от двете части се наричат „крале на франките“. Западната част се простира от Фландрия до Каталония, а в източната част суверените носят тройна корона – на Германското, Бургундското и Италианското кралство (всъщност влиянието им на Апенините се ограничава до Ломбардското кралство, тъй като крайбрежията на Южна Италия са окупирани от Византия). Източната част през Х век дава начало на Свещената Римска империя.
Реалната власт на западноевропейските крале е ограничена поради наличието на полунезависими княжества, които се ползват с широка автономия, макар че владетелите им са обвързани с клетва за вярност към краля в рамките на васална система. Обществото се характеризира с феодални структури, понякога наричани „франкски модел“. След края на норманските и унгарските нашествия и с напредването на християнизацията същия феодален модел следват новопоявилите се национални херцогства, като постепенно някои от тях се издигат до кралства: Дания, Полша и Бохемия, Швеция и Норвегия. Те получават от папската власт автономни епископални йерархии и обхватът на западното християнство се разширява. Все още съществува езическа маса – славяните между Елба и Одер.
При франкския модел военната аристокрация упражнява властта си в рамките на васалната система. Придобиването на властта е според династичната традиция, свързана с принадлежността към дадено потекло. Дълг на всеки васал е да защитава господаря си и да го следва във военни експедиции. Основната маса от обществото са селяните, като процъфтява крепостничеството. Духовният живот се осъществява по строгите канони на Римската църква, която може да проповядва навсякъде и да заповядва на крале и императори. Латинският език служи за общ език, богослужението и църковните институции играят водеща роля, религиозните фигури като апостоли, светци служат като модели на подражание.
През XI век в държавите и народите от Западна Европа се наблюдава демографски растеж, генерирал обществената прослойка на феодални професионални войници – представителите на тази елитна прослойка са познати през историята като рицари. Немалко от тях са обезнаследени благородници, за които военните походи са авантюри за обогатяване и завладяване на нови територии. Те служат на своите господари срещу заплащане и се сражават на кон, въоръжени са с меч и пика, носят ризница и щит. Рицарите са тренирани да се бият в стегнати редици, подпомагани от пехота с метателни оръжия. Същевременно се развива строежът на фортификационни съоръжения: сеньориалната власт е съсредоточена в замък, заобиколен с крепостна стена и защитен ров. В подножието на замъка изникват селища и пазари; градовете стават все по-многолюдни, раздвижват се търговията и дребното занаятчийство и някои градове са под пряката власт на краля, осъществявана от епископ. В същото време хората се движат, пътищата са изпълнени с търговци и поклонници, чрез които се разпространяват новини и идеи.
Едно от основните явления на XI век е религиозен кипеж, свързан със стремежа за реформа на църквата. Първоначално той обхваща монасите и канониците, провели т.нар. Клюнийска реформа. Впоследствие реформирането обхваща и висшето духовенство, като папството е реформирано от лотарингските папи с подкрепата на император Хайнрих III. При следващия император Хайнрих IV обаче настъпва конфликт между папската и императорската власт, задълбочил се до такава степен, че папата сваля от власт императора, а той избира антипапа. Църковното разделение лишава аристокрацията и рицарите от редица блага, свързани с църквата, тъй като притежанието им се оказва грях. Все повече хора са със съзнанието на грешници и се засилва стремежът към по-праведен живот. Благородниците, свикнали да разрешават конфликти със силата на оръжието, срещат съпротивата на духовниците, решени да предложат ограничение на военните действия – Божи мир. Така църквата се нагърбва с установяването на ред, „изискван от Господ, за да се възцари властта му на земята“.
На изток след завоюването на България от Василий II, цезаропапизмът във Византия взема връх и през 1054 г. настъпва политическо разделение на християнската църква, известно като Великата схизма. Тя е резултат от един по-дълъг период на отчуждаване между християнските общности на Изток и Запад. Основната причина е борбата за върховенство между римските папи и константинополските патриарси. За разделянето спомагат и вече съществуващите разлики между западната и източната църква, както и това, че папата променя вече съществуващите и потвърдени истини и утвърдени за достоверни догми, обреди и организация, изяснявани на седемте Вселенски събора (първият през 325 г., а последният през 786/787 г.).

### Ислямско настъпление в Ориента
През XI век към териториалните загуби за Византия, понесени вследствие на арабско-византийските войни в предишните векове, се прибавя заплахата на тюркски номадски племена, приели исляма. Още от втората половина на X век едно от тях, селджуците, атакува непрестанно границите на Византийската империя в серия от византийско-селджукски конфликти. В битката при Манцикерт през 1071 г. по-голяма част от имперската войска бива разбита от мюсюлманите и един от съимператорите Роман Диоген попада в плен. След тази победа, макар крепостите по източната граница да се държат, византийците се виждат принудени да отстъпват малко по малко територии в Мала Азия на тюркски кланове, някои от които оформят свои малоазийски бейлици. От друга страна, селджуците напредват и на юг, към Сирия и Палестина. Един след друг градовете по източното Средиземноморие падат в ръцете им и през 1079 г. влизат в Йерусалим. Ислямският свят обаче е разкъсван от вътрешен конфликт, тъй като няколко години по-късно в Йерусалим като завоеватели влизат войските на Фатимидите, врагове на селджуците. Така към края на XI век около две трети от християнския свят, включително Палестина, Сирия, Египет и Мала Азия, са окупирани от мюсюлмани, които обаче са разединени. Тези обстоятелства и ислямската забрана за християнско поклонничество до Божи гроб предначертават събитията през следващите векове.
През 1081 г. на византийския трон се качва един генерал, Алексий I Комнин, оказал се способен да се противопостави на ислямската експанзия. Въпреки че католическата и православната църкви са разделени по силата на Схизмата от 1054 г., Алексий опитва да създаде християнска коалиция, като търси финансово-политическа подкрепа от запад и набира наемна войска от западноевропейци, които да подсилят византийските сили.
Алексий изпраща предложенията си до папа Урбан II, който вижда в ситуацията удобен шанс да прекрати схизмата и да подчини на своята власт притиснатия Константинопол. Урбан II вече е показал склонността си за намеса в светската власт, когато призовава за забрана на всякакви военни действия от петък вечер до понеделник сутрин под заплаха от отлъчване от църквата с всички произтичащи от това последствия (Божи мир).
През 1095 г. Урбан свиква синод в град Пиаченца. Там излага предложението на византийския император, но конфликтът с кардиналите и с Хайнрих IV, император на Свещената Римска империя, надделява по важност пред искането на Алексий.

## Терминология
Терминът „кръстоносен поход“ възниква в историографията в началото на XVIII век:с. 16 и първоначално служи за обозначение на военните кампании, предприети от европейци-християни в Светите земи през XI, XII и XIII век. Понятието е разширено с включването на други военни експедиции, инициирани, подкрепяни и понякога ръководени от римокатолическата църква срещу езичници и еретици. Те се отличават от други подобни религиозни войни по това, че се считат за покаяние на участниците за извършени от тях грехове и им е обещано опрощение.
По времето, когато започват походите, кампаниите се наричат „пътуване“ (на латински: iter) или „поклонение“ (на латински: peregrinatio). Участниците са всякакви – благородници, монаси, хора от простолюдието. Едва към края на XII век възниква понятието „кръстоносци“ (на латински: crucesignatus –„отбелязани с кръст“). Към средата на XIII век кръстът става основен символ на походите, като се различават походите през морето (на латински: crux transmarina) към източното Средиземноморие и походите отсам морето (на латински: crux cismarina) за тези в Европа. Кръстоносните държави, основани в Ориента, стават известни общо като Утремер или Отремер (на френски: outre-mer, „отвъдморски земи“).:с. 58 – 9.
Населението от Ориента нарича европейските нашественици „франки“ и „латини“, различавайки ги от византийските християни, които нарича „гърци“. Европейците наричат мюсюлманските си противници с различни имена: сарацини – в Ориента, маври – на Иберийския полуостров. Хроникьорите на кръстоносните походи използват наименованието „сирийци“ за говорещите арабски източноправославни християни и „якобити“ за членовете на Сирийската православна църква.

### Кръстоносен призив
Още през 1063 г. папа Александър II благославя християните в борбите им с мюсюлманите, давайки им папски знамена, а също и предварително опрощавайки всички грехове на загиналите в битките в името на Иисус Христос. На папа Григорий VII се приписва идеята християнските държави да се обединят, за да се борят срещу своя общ религиозен враг – исляма.
Папа Урбан II (1088 – 1099) е този, който на практика дава живот на кръстоносната идея. В предпоследния ден на Клермонския събор във Франция, на 27 ноември 1095 г. папата отправя призива „Dieu lo volti“ („Бог го желае!), като има предвид организиране на военна кампания за възвръщане на Йерусалим на християнството“.
Призивът е приведен от Тайърман по следния начин::с. 39

Който само в името на вярата, а не за да получи почести и пари, отива в Йерусалим да освободи Божията църква, може да замени покаянието си с това свое пътуване
В оригинал 
Whoever for devotion alone, not to gain honour or money, goes to Jerusalem to liberate the Church of God can substitute this jurney for al pennance
Всъщност съборът е запомнен с папската проповед при закриването му, предадена ни от очевидци и по-късни коментатори като възторжен призив към военните съсловия от Западна Европа да изпълнят задачата, възложена им лично от Бог.
Призивът от Клермон обявява начало на свещена война с религиозни мотиви и поражда масов отклик, тъй като може да се разглежда като война по Божия заповед, разпоредена от легитимната власт на папата, който определя целта на войната и предлага на онези, които участват в нея, пълно опрощение на наказания за признатите грехове, както и редица временни привилегии. Такива са: църковна защита на семейство и собственост, имунитет срещу съдебни искове и заплащане на лихви по заем.
Един от първите, които изграждат основите на теологията, свързана с кръстоносния поход, е Бернар от Клерво. По-нататък през XIII век правната теория на кръстоносния поход се доусъвършенства. Всеки поход се предшества от издаването на специална папска була. Тя съдържа мотивите, които го обуславят, точната дата на заминаване, както и отредените духовни и материални привилегии за кръстоносците.

### Обет
Тези, които поемат по пътя на кръстоносния поход, дават тържествен обет, а църквата им дава благословия и обещава опрощение, ако го изпълнят. Учреден е ритуал за полагането на клетва, за тържествено връчване на кръст и зашиване на кръст от плат върху дрехите на онези, които тръгват към Йерусалим. Така те „поемали кръста“ и заедно с това се задължавали да го бранят, ставали „белязани с кръста“ (круце сигнати от латински: crucesignati). Възприемането на кръста като знак, знаме и талисман произтича естествено от призива за „освобождението на Светия град на Христос, украсен с неговите страдания и възкресението му“:с. 39 – 40.
Обетът може да е доброволен, но може да е наложен и като наказание. Той може да съдържа условие за продължителност – например през 1215 г. папа Инокентий III настоява за тригодишно ангажиране. Той настоява и в християнския свят да цари мир за времето на похода и забранява всички събирания с военен характер, включително рицарските турнири.

## Хронология
Между 1095 и около 1500 г. има голям брой военни операции, които биха могли да се нарекат кръстоносни походи, но само малък брой от тях стават всеизвестни в последователен ред и всички те са насочени към Сирия и Палестина. Общоприетата номерация включва само мащабните международни походи с крайна цел Божи гроб. Въпреки това историците не са постигнали съгласие по отношение на някои поредни номера: някои определят похода на Фридрих II от 1228/29 г. за шести поред, други го считат за последен стадий на петия поход от 1213 г. В зависимост от това се променя номерацията на последвалите походи. Това обяснява и отказа от номерация на египетската кампания и похода към Тунис на Луи IX (шести и седми или осми и девети). В началото на XVIII век някои историци се придържат към пет, докато други преброяват осем похода. Объркването се усилва, когато се прибавят походи като тези на децата, на пастирите и др.:с. 46

### Първи кръстоносен поход (1095 – 1099)
Проповедта на Урбан II подтиква първо неорганизирана маса от обикновени хора, поведени от проповедника Пиер Отшелника в Народен кръстоносен поход. В началото му, още на европейска територия, те извършват погроми над евреите, наречени по-късно Германски кръстоносен поход. Неорганизирани и безперспективни, тези „кръстоносци“ се отправят на изток, като по пътя си из Европа извършват грабежи и безчинства. При пристигането им във Византия през 1096 г. ромейският василевс бърза да ги пропусне в Азия. Непредпазливо навлизат на турска територия и там биват окончателно разбити (Битка при Херсек). Оцелелите, начело с Пиер Пустинника, изчакват пред стените на Константинопол много по-добре организирания Поход на принцовете (бароните), пристигнал там през 1097 г. Той се състои от добре въоръжени групи на феодалното войнство на бароните, събрани най-вече от Франция, Фландрия и норманското Кралство Сицилия. Походът на бароните се води от благородници с княжеско достойнство: Годфрид дьо Буйон, Раймон Тулузки, Боемунд Тарентски и Танкред де Отвил. По време на престоя си пред Константинопол тези пълководци са принудени от императора да се закълнат да върнат на Византийската империя териториите на изток, загубени при настъплението на турците. Срещу това ще получат военна и организационна подкрепа от византийците.
Кръстоносците се отправят към Сирия и Палестина, прекосявайки селджукската територия на Мала Азия и постигайки серия изненадващи победи при Никея и Дорилей. Завладян е град Антиохия – след 7-месечна обсада, но не е отстъпен на Византийската империя, а Боемунд създава за себе си Антиохийското княжество. През юни 1099 г. кръстоносците са пред стените на Йерусалим, който превземат с щурм на 15 юли 1099 г.
С тази победа Първият кръстоносен поход приключва успешно. Много кръстоносци се заселват в новозавзетите територии, като поетият ангажимент към Византия не се спазва с аргумента, че императорът не е сдържал обещанието си за подкрепа. Създават се графство Едеса, княжество Антиохия и Йерусалимско кралство. Първи крал на Йерусалим е Бодуен, брат на Годфрид дьо Буйон, който отказва кралската корона.
След тези първоначални успехи се създава нова вълна на кръстоносните течения, подкрепящи постигнатото – Кръстоносен поход от 1101 г. Поклонниците възстановяват своите пътувания до Йерусалим, а кръстоносният дух заспива за почти 50 години.

### Втори кръстоносен поход (1147 – 1149)
Кралете на Йерусалим консолидират кралството си и го разширяват между Средиземно море и река Йордан. Мюсюлманските емирства в района набират сили и в крайна сметка се противопоставят на експанзията им. Първи е Зенги, владетел на Мосул и Халеб, който на 25 декември 1144 г. (Рождество Христово) завладява графство Едеса и превзема първата от кръстоносните държави. В отговор на тези действия папа Евгений III и абат Бернар от Клерво проповядват за нов кръстоносен поход.
За разлика от първия, в този участват крале от цялото християнство, оглавени от френския крал Луи VII и от германския император Конрад III. Двамата монарси оценяват пропагандистката стойност на първата кампания и потеглят с желание. Противоречията между французи и германци обаче, както и конфликти с византийците на Мануил I Комнин, са постоянна пречка по време на целия поход. След прекосяването на византийските територии двете армии са разбити поотделно от селджукските турци. Оцелелите пристигат в Северна Сирия, но решават, че Едеса не е чак толкова важна цел и се отправят към Йерусалим. Оттам, разочаровайки крал Балдуин III, вместо да тръгнат срещу Нур ад-Дин Зенги, син и наследник на Зенги, Луи и Конрад избират да атакуват Дамаск, независимо емирство и съюзник на Йерусалимското кралство.
Експедицията се проваля след само една седмица на неуспешна обсада, кръстоносните войски се оттеглят и връщат в родините си. С тази ненужна атака постигат съюзяването на Дамаск с Нур ад-Дин, който малко по малко се доближава до латинските държави.
По-късно атаката на Балдуин III срещу султаната на Фатимидите предизвиква навлизането на Нур ад-Дин в южната част на Йерусалимското кралство, подготвяйки пътя към края на християнската държава и призоваването на Третия кръстоносен поход.

### Трети кръстоносен поход (1187 – 1192)
През 1187 г., след битката при Хатин, султанът на Египет Салах ад-Дин завзема Йерусалим след почти столетие християнско управление. След предаването на града той оставя живи мирните жители и не разрушава повечето църкви и храмове, за да може да получава откупи от франките. Вероятно няколко хиляди души са продадени в робство. За Салах ад-Дин се говори с уважение както в християнските, така и в мюсюлманските източници, като за човек, който „винаги държи на обещанията си и остава верен“.
Новините за победите на Салах ад-Дин предизвикват силна реакция в Западна Европа. Папа Григорий VIII призовава за кръстоносен поход, който е оглавен от някои от най-влиятелните западни монарси: френският крал Филип Август, английският крал Ричард Лъвското сърце и императорът Фридрих Барбароса.
Император Фридрих се удавя през 1190 г. в Киликия на път за Светите земи. Преди да пристигне в Палестина, през 1191 г., Ричард Лъвското сърце завладява византийския остров Кипър. Кипър в продължение на столетия ще служи като база на кръстоносците, като едва през 1571 г. е превзет от Османската империя. След продължителна обсада, през същата година Ричард завзема и крепостта Акра, пленявайки целия гарнизон, който малко по-късно е избит след неуспешни преговори за откуп. Малко по-късно крал Филип се връща във Франция.
След превземането на Акра кръстоносците напредват на юг по средиземноморското крайбрежие. Те удържат победа при Арсуф, превземат пристанищния град Яфо и наближават Йерусалим. Крал Ричард не вярва, че ще може да удържи Йерусалим, защото след превземането му повечето кръстоносци биха се завърнали в Европа. По тази причина той решава да сключи мир със Салах ад-Дин и да напусне Светите земи. Сключеният договор дава възможност на невъоръжени християнски поклонници да посещават Йерусалим, въпреки че той остава под египетски контрол.
При завръщането на Ричард Лъвското сърце корабът му потъва и той се озовава в Австрия, където херцог Леополд V го пленява и предава на император Хайнрих VI, който се опитва да получи откуп срещу освобождаването му. Ричард така и не се връща нито в Англия, нито в Светите земи.

### Четвърти кръстоносен поход (1202 – 1204)
Четвъртият кръстоносен поход започва през 1202 г. по инициатива на папа Инокентий III и има за цел Светите земи да бъдат нападнати през Египет. Тъй като кръстоносците не успяват да платят поръчаните от тях припаси и наема за флота, венецианският дож Енрико Дандоло ги убеждава да завземат град Зара в Далмация, а след това и да се отправят към византийската столица Константинопол. Те се задържат там в продължение на месеци и се включват активно в междуособиците между различни претенденти за византийския трон, докато през 1204 г. превземат и разграбват града. Те създават там своя Латинска империя, а в съседните византийски области основават още няколко по-малки кръстоносни държави.
Превземането на Константинопол от кръстоносците е връхна точка във враждата между католици и православни и затвърждава трайно последиците от Великата схизма от 1054 г. Четвъртият кръстоносен поход така и не достига до Светите земи, нито влиза в сблъсъци с мюсюлманите.

### Албигойски кръстоносен поход (1209 – 1229)
Албигойският (или катарски) кръстоносен поход е военна кампания, продължила от 1209 до 1229 г. и имаща за цел премахването на катарството от Окситания. Конкретна причина за похода става неуспехът на дипломатическите усилия на папа Инокентий III да ограничи разпространението на катарството и убийството на неговия легат Пиер дьо Кастелно. Папата обявява кръстоносен поход срещу Лангедок, предлагайки земите на катарите на всеки френски благородник, който се включи в кампанията.
В него участват главно французи, което придава на похода не само религиозен, но и политически характер. Той довежда не само до значително намаляване на броя на катарите, но и до включване на Окситания във френската сфера на влияние за сметка на влиянието на Арагон, както и до намаляване на значението на специфичната местна култура. Албигойският поход изиграва важна роля за утвърждаването на Инквизицията и Доминиканския орден.

### Детски кръстоносен поход (1212)
Сведенията за Детския кръстоносен поход са неясни и противоречиви и в съвременната наука няма еднозначно мнение за характера на това събитие. Дори най-ранните източници, повечето от които са апокрифни, съдържат множество различни вариации.
Походът изглежда е спонтанно младежко движение, възникнало в Западна и Централна Европа през 1212 г. В него се включват голям брой младежи, убедени, че със силата на вярата си могат да постигнат по-голям успех от дотогавашните кръстоносни походи. Движението е окуражавано от много местни свещеници и родителите на младежите, докато папата и епископите се опитват неуспешно да предотвратят начинанието.
Група от няколко хиляди младежи се отправят от Германия към Италия, но едва една трета оцеляват и успяват да стигнат до Генуа, докато в същото време друга група достига до Марсилия. Част от участниците успяват да се завърнат по домовете си, но мнозина са продадени в робство от местни търговци на роби.
Някои съвременни изследователи смятат, че в похода участват не толкова младежи, колкото множество банди от „странстващи бедняци“, само част от които наистина имат намерение да стигнат до Светите земи.

### Пети кръстоносен поход (1217 – 1221)
Той е реализиран от френски и германски рицари, като единствено унгарският крал Андраш II застава начело на голяма армия и през лятото на 1217 г. отплава с кораби. Но крал Андраш II, напълно разочарован от начинанието, решава да се завърне, въпреки че патриархът на Йерусалим го заплашва с отлъчване от църквата. През 1221 г. останалите кръстоносни отряди напускат Египет. И този път намеренията на рицарите претърпяват провал.

### Шести кръстоносен поход (1228 – 1229)
Възглавява се от германския император Фридрих II Хоенщауфен, но папа Григорий IX забранява провеждането му, понеже императорът е отлъчен от Църквата. Пристигнал в Палестина, императорът установява дипломатически отношения със султана на Аюбидите Ал-Камил. Султанът се съгласява да му предаде Йерусалим, а в замяна Фридрих II приема да не оказва подкрепа на християните в Сирия в тяхната борба против мюсюлманите. Императорът влиза тържествено в Йерусалим и е коронясан в църквата на гроба Господен. След като той напуска Палестина, положението се променя. Започват остри конфликти, пламват ожесточени битки. През 1244 г. Йерусалим отново пада в ръцете на мюсюлманите, които вече не го отстъпват.

### Седми кръстоносен поход (1248 – 1254)
И този поход е насочен срещу Египет. Възглавява го френският крал Луи IX Свети, но го организира папа Инокентий IV. В началото на 1249 г. кръстоносците навлизат в Египет. Те понасят поражение след поражение. Преследвани от настъпващата мюсюлманска армия, кръстоносците отстъпват по суша и море. Мнозинството от тях попадат в плен. Заедно с двамата си братя е пленен и френският крал, който е освободен срещу голям откуп. През 1251 г. той се завръща във Франция и призовава населението на страната да окаже подкрепа на страдащите християни в Палестина. В цяла Франция се разгръща кръстоносно движение, което придобива характер на въстание срещу аристокрацията и духовенството.

### Осми кръстоносен поход (1270)
Настъплението на мамелюците предизвиква провеждането на Осми кръстоносен поход. Той е организиран отново от краля на Франция Луи IX Свети през 1270 г. Поради това, че не може да привлече доброволци, кралят се принуждава да събере наемни рицари. Новото кръстоносно опълчение се отправя срещу Тунис, откъдето идва главната заплаха. Кръстоносците победоносно напредват в Тунис, но неочаквано избухва чума, покосила голяма част от рицарите. Почива и крал Луи IX Свети. Походът е разбит, но настъпателните операции продължават. Емирът на Тунис не е в състояние да оказва по-нататъшна съпротива и е принуден да сключи мир.

### Девети кръстоносен поход (1271 – 1272)
Бъдещият крал на Англия Едуард Първи предприема деветия кръстоносен поход през 1271 г., след като участва в осмия на Луи IX. Той включва няколко впечатляващи победи за Едуард над Байбарс, мамелюкския султан на Египет, един от командирите на египетските сили, нанесли поражение на Седмия кръстоносен поход на Луи IX.
Постига съвсем малко в Сирия и се оттегля на следващата година след сключване на примирие. Все пак кръстоносците не са така ентусиазирани, както при първите походи, а и християнската армия не може да се мери по численост с тази на мюсюлманите.
С падането на Антиохия (1268), Триполи (1289) и Акра (1291) последните следи от християнската окупация на Сирия изчезват.
Царуването на Байбарс бележи начало на господството на мамелюците в Източното Средиземноморие и затвърждава трайността на тяхната военна система.

### Северни кръстоносни походи (1147 – 1386)
Северните или Балтийските кръстоносни походи са серия от военни кампании, подети от католическите крале на Швеция и Дания, Свещената Римска империя и католическите военни ордени срещу народите около Балтийско море. Действията на кръстоносците са насочени както срещу езичниците пруси, литовци и венди, така и срещу православните държави на руси и поляци. Освен Тевтонския орден дейно участие вземат и Ливонският орден и Орденът на мечоносците:с. 226 – 7.

### Смирненски кръстоносни походи (1343 – 1351)

#### Първи смирненски кръстоносен поход (1343 – 1344)
Обявен е от папа Климент VI с Bula de Cruzada (Кръстоносна була) – „Insurgentibus contra fidem“ от 30 септември 1342 г. срещу безчинствата на пиратстващия в Бяло море и Средиземно море турски бей Умур бег, главатар на селджушкия бейлик Айдън, установил столицата си в Смирна. На 13 май 1344 г. в битката в залива на Смирна кръстоносният флот от 20 венециански, 6 родоски и 4 кипърски кораба под командването на Анри (Henryk) от Аст печели решителна победа срещу турците. След няколкодневни сражения, на 28 октомври 1344 г. кръстоносните сили на Република Венеция, Родоските рицари и Кипърския крал Хуго (Хю) IV превземат столицата на емирството Смирна, но без цитаделата на града.

#### Втори смирненски кръстоносен поход (1345 – 1346)
Обявен е от папата през 1345 г., кръстоносците тръгват през ноември, водени от бургундеца Хумберт II дофин на Виен (Humbert II de Viennois), през февруари 1346 г. разбиват турците при Митилини и укрепват позициите си в града и района. През 1348 г. Умур бег контраатакува, но е убит в боя при цитаделата на града.
През 1351 г. е подписан мирен договор с турците, при което градът остава на кръстоносците, а турците местят главния град на бейлика си в Ефес. Смирна е християнска до 1402 г., когато рицарите са победени и градът е превзет от Тимур, тежко съсипан и жителите му подложени на клане.

### Балкански кръстоносни походи (1396 – 1444)

#### Никополски кръстоносен поход (1396)
В 1394 г. папа Бонифаций IX обявява кръстоносен поход срещу турците. Войски от целия християнски свят – Испания, Франция, Германия, Англия, Унгария, Чехия и Полша, Венеция, Генуа, Кипър и Родос, България и Влахия, общо над 90 000 меча, водени от император Сигизмунд I, се бият срещу турците и техния съюзник Сърбия. Успешно освобождават западните български земи, Видин и Оряхово, но след поражението при Никопол на 25 септември 1396 г. губят войната.

#### Варненски кръстоносен поход
На 1 януари 1443 г. папа Евгений IV обявява с „Кръстоносна була“ кръстоносния поход. Полско-унгарският крал Владислав III Варненчек и трансилванският войвода Янош Хуняди повеждат похода. Освободени са западните български земи с градовете Ниш, Пирот и София и войските достигат до Златица и Ихтиман. Идването на зимата обаче затруднява неимоверно преминаването през планинските проходи и напредването на армията, това принуждава кръстоносците да се върнат. Въстаналите и помогнали на християнските войски български селища са разорени от турците. Унгарците и поляците подписват десетгодишно примирие с османците.
През септември 1444 г. кръстоносните войски прекосяват Дунав и навлизат в България, отново водени от Владислав III Варненчек и трансилванския войвода Янош Хуняди. Освободена е цяла Северна България от Видин до Калиакра, но Венеция извършва предателство и срещу голяма сума прехвърля големи турски сили от Мала Азия на европейския бряг.
Решителната битка с турците става при Варна. Подведен от младежки авантюризъм, младият крал нарушава бойния план, и когато Хунияди вече печели сражението, кралят, за да спечели славата на победител, си позволява да напусне командния пункт и сам да се вреже в центъра на еничарския корпус, пазещ султана. При тази атака пада убит, главата му е набита на кол и издигната към настъпващите християнски войски. Това напълно ги деморализира, те отстъпват и губят сражението и войната. България е окончателно завладяна за 434 години, а турците превземат Константинопол само след 7 години през 1453 г. Падането на византийската столица под турска власт се счита за край на средновековната историческа епоха.

## Последици
За разлика от първия, по-късните кръстоносни походи през XIII век са лишени от всеобща обществена подкрепа. След унищожаването на катарите, които са християни, кръстоносният идеал губи своя престиж, заради оправдаването от страна на папата на политическа и териториална агресия в границите на самата Европа. Папската институция търпи сериозно дискредитиране през целия този период и това несъмнено стимулира по-късните процеси като Реформацията. С кръстоносните походи папата легитимира войната, въпреки догматичните инструкции против насилието, проповядвани от самата Църква. Позовавайки се на Августин Блажени и неговата доктрина за „справедливата война“ на християните срещу агресори-нехристияни, папата предлага една по същество религиозна война за насилствено разпространяване на римокатолическия ритуал на вярата. Това също е в конфликт с налаганите църковни норми, за които през XII век теологът Ален от Лил потвърждава, че:
| „ | ...никой няма право да отнеме живота на друго човешко същество, макар и нехристиянско, защото всички са чеда божии и могат да постигнат спасение на душата си... | “ |

Кръстоносните походи се провалят и защото много често отделните феодални или национални интереси на участниците са несъвместими с универсалната идея. Най-много изпъкват френско-германските и венецианско-норманско-византийските противоречия.
Кръстоносните походи водят до създаване на християнски държавни образувания в Близкия изток – франко-сирийските феодални княжества, познати като кръстоносни държави. Освен това за отбелязване е значителният подем на северноиталианските търговски републики, настъпил като следствие от големия им търговски обмен с Ориента. Източната култура, левантинските стоки и демографската динамика стимулират културното развитие на градските общества и раннобуржоазното мислене в Генуа, Венеция и Пиза.
Походите са повод за създаване и на серия от военно-духовни ордени. Такива са ордените на хоспиталиерите, тамплиерите, Тевтонският орден, орденът на Сантяго де Компостела и др. Основани на аскетичния и рицарския идеали, някои от тях просъществуват и до днес и все още се смятат за политически или икономически фактор.
Кръстоносният ентусиазъм затихва окончателно през Ренесанса и епохата на Реформацията и хуманизма, когато политическият и религиозният климат стават твърде различни от тези през Средновековието.
Отдалечили се от чистия си вид, кръстоносните походи са считани от някои историци като провал по отношение на замисъла си.